# Ludovisi-Galliër

Zelfmoordplegende Galliër

De Ludovisi-Galliër ook wel bekend als de Zelfmoordplegende Galliër is een Romeinse kopie van een Grieks beeld dat tussen 230 tot 220 v.Chr werd gemaakt van een Galaat die zijn zwaard in zijn borst steekt, terwijl hij moedig terugkijkt op de soldaten die hem achtervolgen en zijn stervende vrouw in zijn armen ondersteunt. Het beeld hoort bij twee series, waarbij de eerste antieke beelden zoals De Stervende Galliër en de Knielende Galliër zijn en de tweede serie de privé verzameling van de Ludovisi-familie is die het Romeinse beeld liet opgraven. De Boncampagni-Ludovisi-collectie werd in 1901 geveild. Het beeld werd door de Italiaanse staat gekocht en behoort nu tot de collectie van het Museo Nazionale Romano.

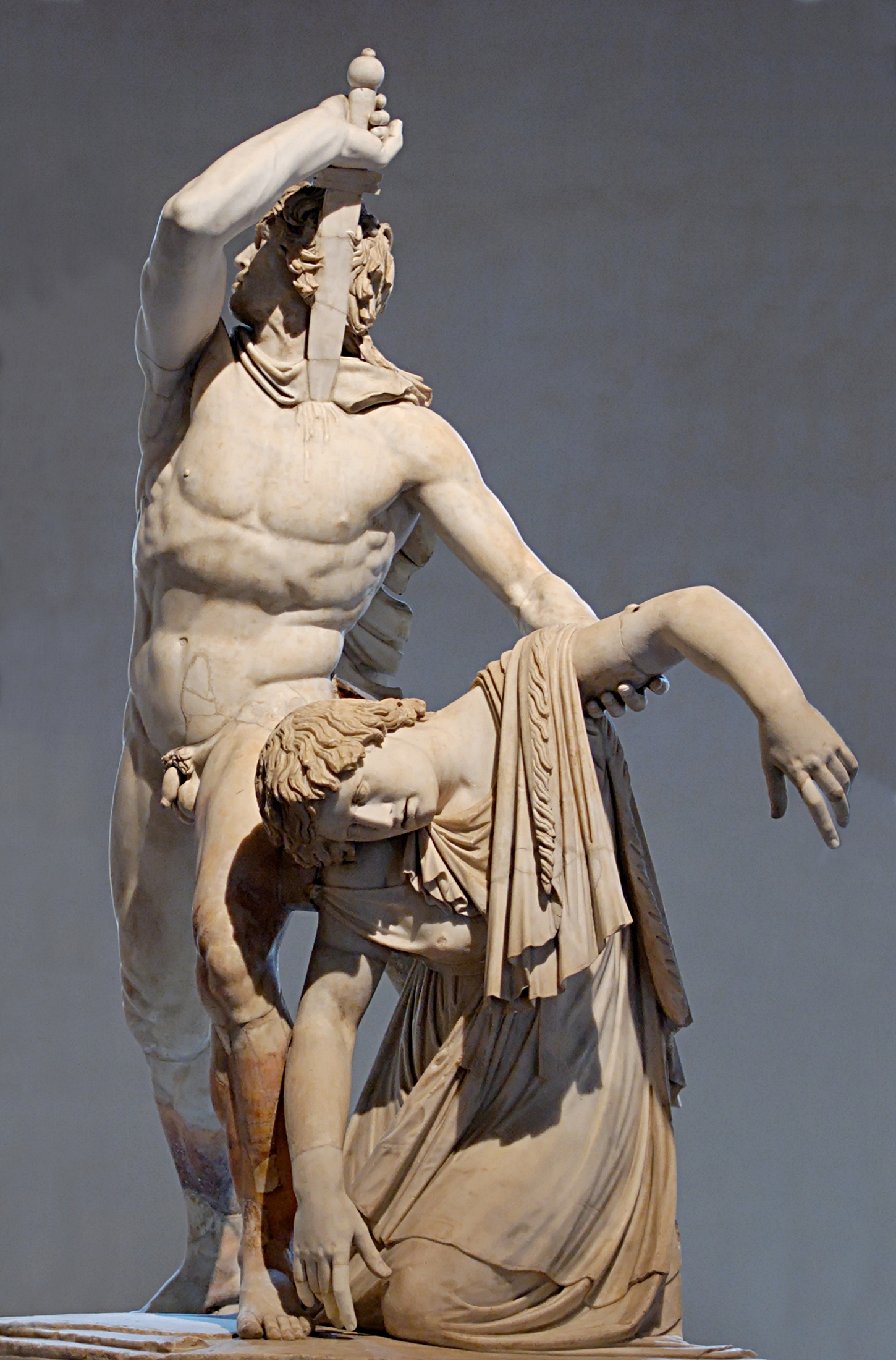
Zijaanzicht (1)
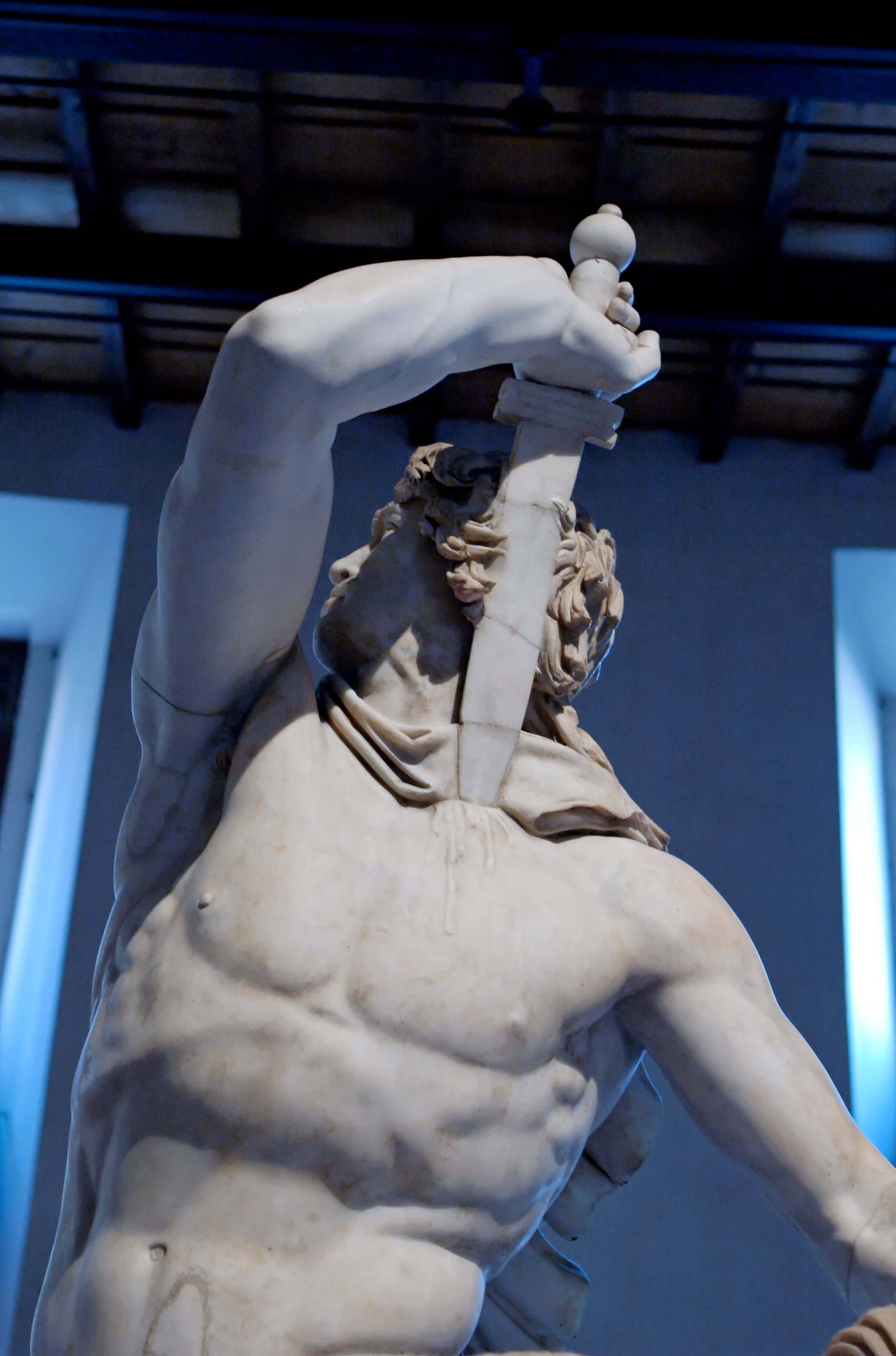
Zijaanzicht (2)